# Liomyrmex tagalanus
Liomyrmex tagalanus är en myrart som beskrevs av Menozzi 1925. Liomyrmex tagalanus ingår i släktet Liomyrmex och familjen myror. Inga underarter finns listade i Catalogue of Life.